# Arlene Martel
Arlene Martel, född Arline Greta Sax 14 april 1936 i Bronx, New York, död 12 augusti 2014 i Santa Monica, Kalifornien, var en amerikansk skådespelerska.

## Roller i urval
- 1962, 1966 – Perry Mason (TV-serie) (2 avsnitt)
- 1964 – The Outer Limits (TV-serie) (1 avsnitt)
- 1965–1970 – Hogans hjältar (TV-serie) (7 avsnitt)
- 1965 – Min vän från Mars (TV-serie) (1 avsnitt)
- 1967 – Star Trek: The Original Series (TV-serie) (1 avsnitt)
- 1968 – Änglar från helvetet
- 1972 – Columbo (TV-serie) (1 avsnitt)
- 1973 – Banacek (TV-serie) (1 avsnitt)
- 1975 – Krutrök (TV-serie) (1 avsnitt)
- 1978 – Stridsplanet Galactica (TV-serie) (1 avsnitt)
- 1983 – Knots Landing (TV-serie) (1 avsnitt)
- 2010 – Brothers & Sisters (TV-serie) (1 avsnitt)